# USS Ahrens (DE-575)
USS Ahrens (DE-575) là một tàu hộ tống khu trục lớp Buckley được Hải quân Hoa Kỳ chế tạo trong Chiến tranh Thế giới thứ hai. Tên nó được đặt theo binh nhất Thủy quân Lục chiến Edward Henry Ahrens (1919–1942), người đã tử trận trong Trận Tulagi ngày 8 tháng 8, 1942 và được truy tặng Huân chương Chữ thập Hải quân. Nó đã phục vụ cho đến khi chiến tranh kết thúc, xuất biên chế năm 1946 và bị tháo dỡ năm 1967. Ahrens được tặng thưởng hai Ngôi sao Chiến trận do thành tích phục vụ trong Thế Chiến II.

## Thiết kế và chế tạo
Những chiếc thuộc lớp tàu hộ tống khu trục Buckley có chiều dài chung 306 ft (93 m), mạn tàu rộng 37 ft 1 in (11,30 m) và độ sâu mớn nước khi đầy tải là 11 ft 3 in (3,43 m). Chúng có trọng lượng choán nước tiêu chuẩn 1.400 tấn Anh (1.400 t); và lên đến 1.740 tấn Anh (1.770 t) khi đầy tải. Hệ thống động lực bao gồm hai turbine hơi nước General Electric công suất 13.500 mã lực (10.100 kW), dẫn động hai máy phát điện công suất 9.200 kilôwatt (12.300 hp) để vận hành hai trục chân vịt;  công suất 12.000 hp (8.900 kW) cho phép đạt được tốc độ tối đa 23 kn (26 mph; 43 km/h), và có dự trữ hành trình 6.000 nmi (6.900 mi; 11.000 km) khi di chuyển ở vận tốc đường trường 12 kn (14 mph; 22 km/h).
Vũ khí trang bị bao gồm ba pháo 3 in (76 mm)/50 cal trên tháp pháo nòng đơn có thể đối hạm hoặc phòng không, một khẩu đội 1,1 inch/75 caliber bốn nòng và tám pháo phòng không Oerlikon 20 mm. Vũ khí chống ngầm bao gồm một dàn súng cối chống tàu ngầm Hedgehog Mk. 10 (có 24 nòng và mang theo 144 quả đạn); hai đường ray Mk. 9 và tám máy phóng K3 Mk. 6 để thả mìn sâu. Khác biệt đáng kể so với lớp Evarts dẫn trước là chúng có thêm ba ống phóng ngư lôi Mark 15 21 inch (533 mm). Thủy thủ đoàn đầy đủ bao gồm 186 sĩ quan và thủy thủ.
Ahrens được đặt lườn tại xưởng tàu của hãng Bethlehem Steel Corporation tại Hingham, Massachusetts vào ngày 5 tháng 11, 1943. Nó được hạ thủy vào ngày 21 tháng 12, 1943; được đỡ đầu bởi bà Marie Ahrens, mẹ binh nhất Ahrens, và nhập biên chế vào ngày 31 tháng 5, 1944 dưới quyền chỉ huy của Hạm trưởng, Thiếu tá Hải quân Morgan Hamilton Harris.

## Lịch sử hoạt động
Sau khi hoàn tất chuyến đi chạy thử máy huấn luyện tại khu vực Bermuda từ cuối tháng 2, 1944, Ahrens đi đến Casco Bay, Maine vào đầu tháng 4 để tiếp tục huấn luyện. Nó gia nhập Đội đặc nhiệm 21.11 tại Norfolk Virginia vào ngày 22 tháng 4, một đội tìm-diệt tàu ngầm được hình thành chung quanh tàu sân bay hộ tống Block Island (CVE-21) để tuần tra chống tàu ngầm tại Đại Tây Dương và vùng biển Caribe. Vào ngày 29 tháng 5, tàu ngầm U-boat Đức quốc xã U-549 đã phóng ngư lôi đánh chìm Block Island cùng với tàu hộ tống khu trục Barr (DE-576). Trong vòng 40 phút Ahrens đã cứu vớt người 673 sống sót, và song song đó hỗ trợ cho tàu hộ tống khu trục Eugene E. Elmore (DE-686) trong việc truy tìm tàu ngầm đối phương. Eugene E. Elmore tiến hành hai lượt tấn công bằng súng cối chống tàu ngầm hedgehog và đánh chìm chiếc tàu ngầm Đức.
Sau khi được sửa chữa tại Xưởng hải quân New York, Ahrens tiếp tục thực hành huấn luyện tại khu vực Casco Bay và Norfolk, Virginia. Đến ngày 23 tháng 7, nó chuyển sang vai trò hộ tống các đoàn tàu vận tải vượt Đại Tây Dương. Trong một chuyến đi như vậy vào ngày 13 tháng 10, khi xảy ra tai nạn va chạm giữa một tàu buôn và một tàu chở dầu khiến cả hai bùng phát hỏa hoạn, nó đã cứu vớt những người sống sót rồi phối hợp với tàu hộ tống khu trục Holton (DE-703) dập tắt các đám cháy trên cả hai con tàu.
Vào ngày 15 tháng 12, Ahrens gia nhập Đội đặc nhiệm 27.7 và khởi hành để đi sang khu vực Mặt trận Thái Bình Dương, nơi nó được phối thuộc cùng Đệ Thất hạm đội. Sau khi băng qua kênh đào Panama, nó đi đến Manus thuộc quần đảo Admiralty vào ngày 23 tháng 1, 1945, và tiếp tục hành trình để hướng sang Leyte, Philippines, đến nơi vào ngày 9 tháng 2. Nó được phối thuộc cùng Đội đặc nhiệm 75.2 để phục vụ như tàu hộ tống đại dương cho Lực lượng Tiền phương biển Philippine.
Ahrens đã hộ tống các đoàn tàu buôn và tàu quân sự tại khu vực cho đến ngày 25 tháng 8. Trong giai đoạn này nó từng đi đến Hollandia, New Guinea; Manila và vịnh Subic, Philippines; Kossol Roads, quần đảo Palau; Ulithi; và Okinawa. Khi Nhật Bản đã chấp nhận đầu hàng vào ngày 15 tháng 8 giúp kết thúc cuộc xung đột, nó được cho tách khỏi Lực lượng Tiền phương biển Philippine để hỗ trợ chho hoạt động của lực lượng chiếm đóng tại Trung Quốc và Triều Tiên, từng viếng thăm Jinsen (nay là Incheon), Triều Tiên; Tần Hoàng Đảo, Trung Quốc; và Hong Kong.
Khởi hành vào ngày 5 tháng 11 cho hành trình quay trở về Hoa Kỳ, Ahrens ghé qua Trân Châu Cảng và San Diego trước khi băng qua kênh đào Panama, đi đến Boston, Massachusetts vào ngày 15 tháng 12. Nó được chuẩn bị để ngừng hoạt động tại đây, rồi đến Green Cove Springs, Florida vào đầu năm 1946. Con tàu được cho xuất biên chế vào ngày 24 tháng 6,  1946 và được đưa về Hạm đội Dự bị Đại Tây Dương, không bao giờ được đưa ra hoạt động trở lại. Tên nó được cho rút khỏi danh sách Đăng bạ Hải quân vào ngày 1 tháng 4, 1965, và con tàu được bán cho hãng tại vào ngày 20 tháng 1, 1967 để tháo dỡ.

## Phần thưởng
Ahrens được tặng thưởng hai Ngôi sao Chiến trận do thành tích phục vụ trong Thế Chiến II.
|  |  | Bronze star · Bronze star |
|  |  |                           |

| Dãi băng Hoạt động Tác chiến (truy tặng) | Huân chương Chiến dịch Hoa Kỳ           | Huân chương Chiến dịch Châu Á-Thái Bình Dương với 2 Ngôi sao Chiến trận |
| Huân chương Chiến thắng Thế Chiến II     | Huân chương Phục vụ Chiếm đóng Hải quân | Huân chương Giải phóng Philippine (Philippine)                          |